# (11063) Poynting
(11063) Poynting  es un asteroide perteneciente al cinturón de asteroides, descubierto el 2 de noviembre de 1991 por Eric Walter Elst desde el Observatorio de La Silla, en Chile.

## Designación y nombre
Poynting se designó inicialmente como 1991 VC6.
Más adelante fue nombrado en honor al astrofísico británico John Henry Poynting (1852-1914).

## Características orbitales
Poynting orbita a una distancia media del Sol de 2,6610 ua, pudiendo acercarse hasta 1,9938 ua y alejarse hasta 3,3282 ua. Tiene una excentricidad de 0,2507 y una inclinación orbital de 8,6048° grados. Emplea en completar una órbita alrededor del Sol 1585 días.

## Características físicas
Su magnitud absoluta es 13,0. Tiene 11,839 km de diámetro. Su albedo se estima en 0,073. El valor de su periodo de rotación es de 7,926 h.